# St. Georg (Obereschenbach)

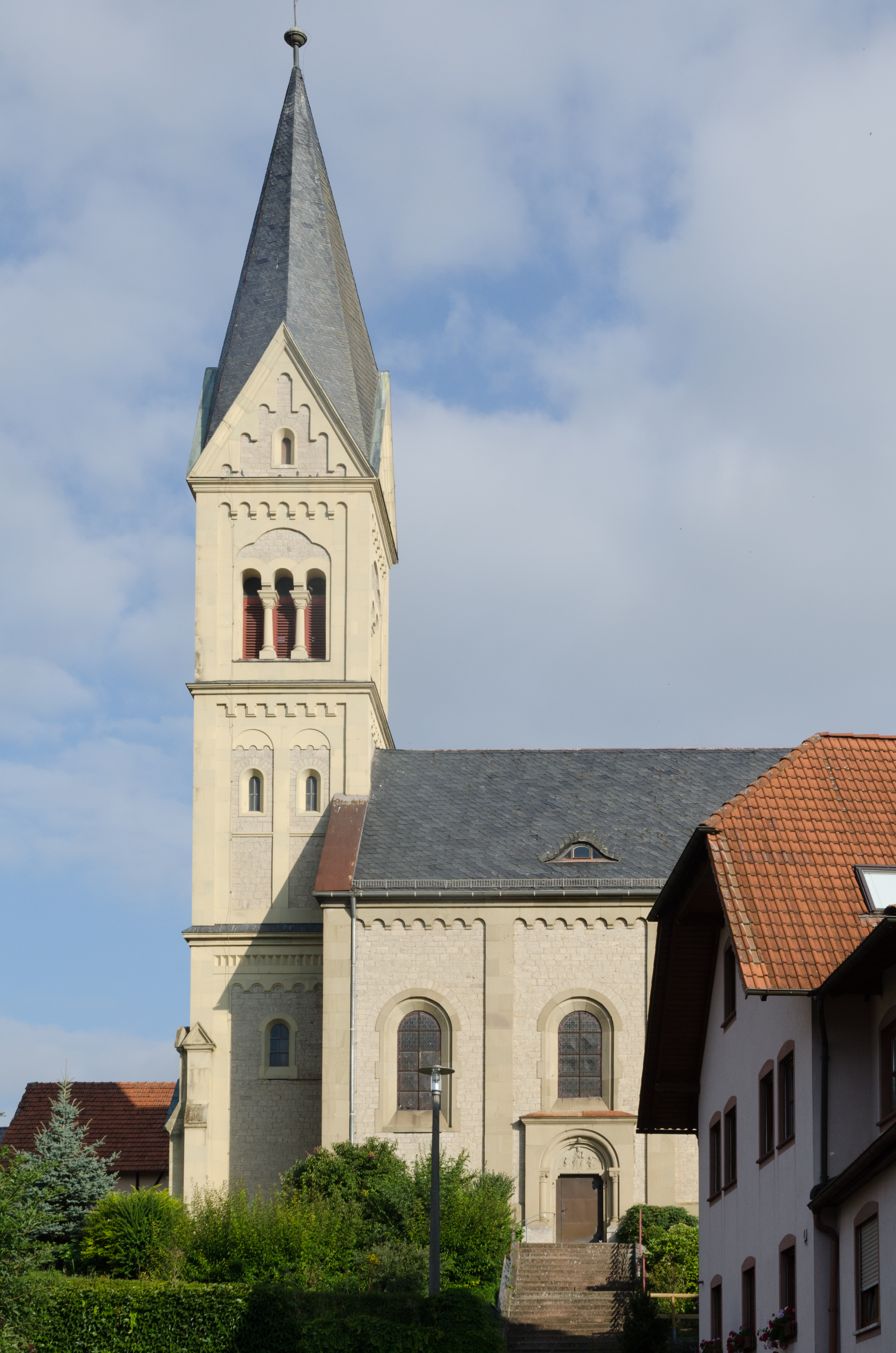
St-Georg-Kirche von Obereschenbach.

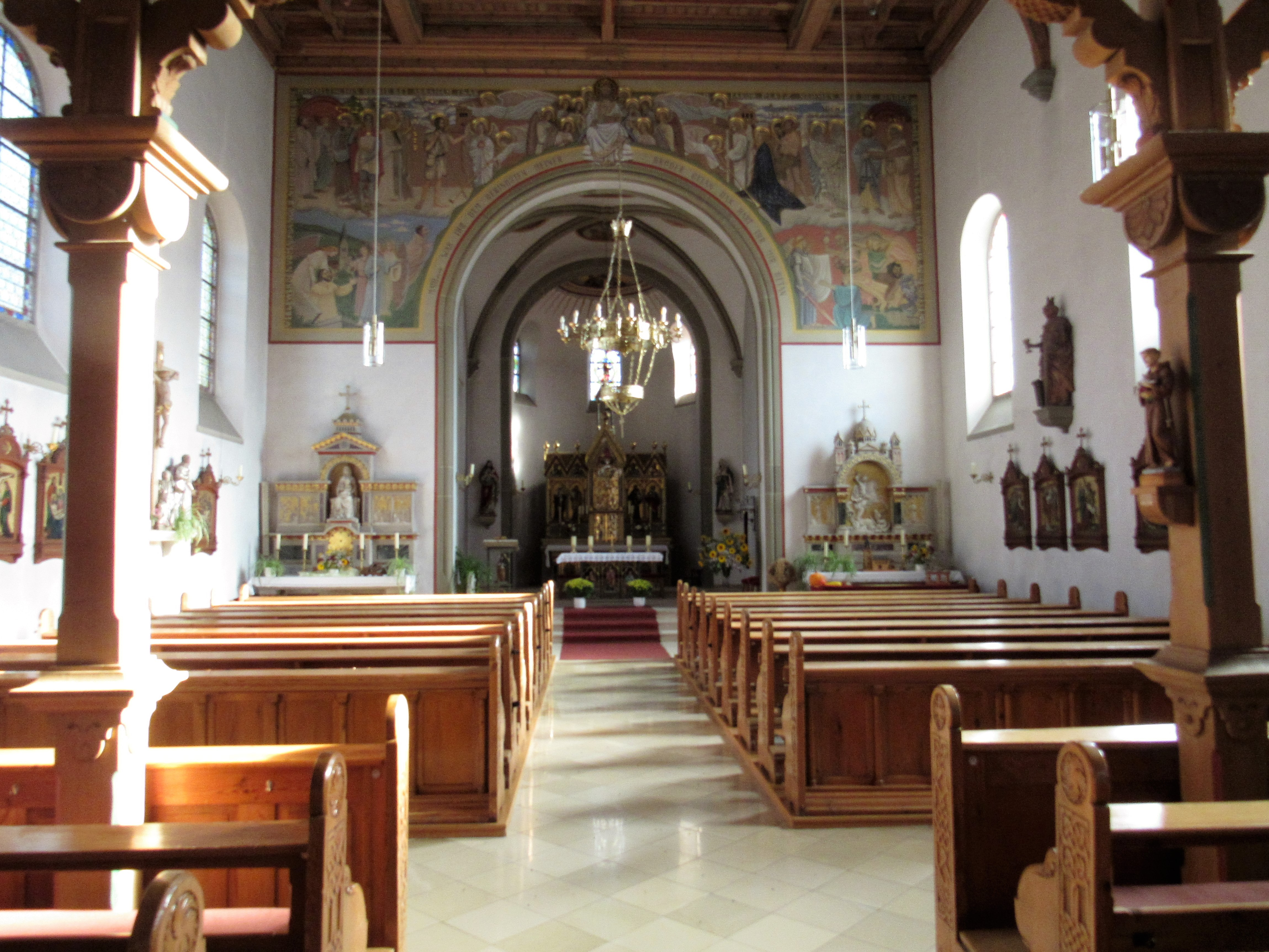
Innenraum der Kirche

Die römisch-katholische Kuratiekirche St. Georg ist die Dorfkirche von Obereschenbach, einem Stadtteil von Hammelburg im Landkreis Bad Kissingen. Sie ist ein Baudenkmal der Stadt Hammelburg und in der Bayerischen Denkmalliste unter der Nummer D-6-72-127-183 registriert. Obereschenbach ist wie Hammelburg, Untererthal, Obererthal, Untereschenbach, Pfaffenhausen und Gauaschach Teil der Pfarreiengemeinschaft „Sieben Sterne im Hammelburger Land“.

## Geschichte
Obereschenbach, das früher zur Pfarrei Hundsfeld gehörte, wurde 1938 mit der Absiedelung von Hundsfeld Sitz dieses Pfarramtes.
Die Vorgängerkirche der heutigen Kirche wurde in spätgotischer Zeit errichtet, in etwa zeitgleich mit der Hammelburger Stadtpfarrkirche St. Johannes der Täufer. Der heutige Kirchenbau wurde in den Jahren 1898 bis 1902 im neuromanischen Stil erbaut. Die Grundsteinlegung erfolgte am 23. April 1899, dem Festtag des Kirchenpatrons St. Georg. Am 8. Juni 1901 wurde die Kirche nach Berichterstattung des Hammelburger Journals vom Würzburger Bischof Ferdinand von Schlör geweiht. Im Jahr 1976 wurde die Kirche umfassend renoviert. Im Jahr 2016 erhielt sie ein neues Schieferdach. Die Orgel der Firma G. F. Steinmeyer & Co., Öttingen, wurde dabei überholt.

## Beschreibung
Die Kirche ist einschiffig mit rundem Chor im Osten und 48 m hohem Kirchturm im Westen in der Mittelachse des Langhauses. Der Chor hat drei Fenster, das Langhaus  mit Satteldach vier Fensterachsen. Die Fenster sind rundbogig. Der Kirchturm hat ein spitzes Dach und Schallfenster mit je drei schmalen säulengestützten Rundbögen auf Säulchen.

## Ausstattung
Der Hochaltar wurde von der Würzburger Firma Driesler errichtet und zeigt die Figuren St. Barbara, St. Josef, St. Klara und St. Antonius von Padua. Links vom Chorbogen steht der Marienaltar, rechts davon der St.-Georgs-Altar. Beide haben Steinfiguren des Bildhauers Valentin Weidner aus Bad Kissingen. Der Marienaltar kann in der Karwoche als Heiliges Grab benutzt werden. An der südlichen Wand befinden sich eine Kreuzigungsgruppe aus der alten Kirche und die Figur St. Laurentius, an der nördlichen Wand die Figuren St. Katharina und St. Barbara aus der Kirche von Hundsfeld, im Vorraum unter dem Turm die Figur des Kirchenpatrons St. Georg aus der alten Kirche.

## Geläut
Das Geläut hatte seit dem Kirchenneubau bis zum Jahr 1942 drei Glocken der Glockengießerei Klaus in Heidingsfeld. Danach wurden die beiden größeren Glocken abgeliefert und kamen nicht zurück. In den Jahren 1948/49 wurden als Ersatz zwei neue Glocken von der Glockengießerei Grüninger in Villingen und Neu-Ulm beschafft.
| Nr. | Name                  | Schlagton | Gewicht | Durchm. | Höhe   | Inschrift                                                 |
| --- | --------------------- | --------- | ------- | ------- | ------ | --------------------------------------------------------- |
| 1   | Dreifaltigkeitsglocke | f′        | 750 kg  | 116 cm  | 102 cm | Sei gelobt und hochgepriesen, hl. Dreifaltigkeit          |
| 2   | Muttergottesglocke    | a′        | 350 kg  | 91 cm   | 82 cm  | Darum, o Mutter, deine Hand, halt über uns im Frankenland |
| 3   | Georgsglocke          | c″        | 245 kg  | 74 cm   | 48 cm  | Hl. Kirchenpatron, bitte für uns                          |